# 팔자섬
팔자섬은 경기도 안성시 고삼면 월향리 고삼저수지에 떠 있는 섬으로 동그락섬, 비석섬과 함께 고삼저수지에 떠 있다. 세 섬은 모두 무인도인데, 이 중 팔자섬은 공중에서 보면 모양이 8자처럼 생겼다는 이유로 팔자섬이라는 명칭이 붙여졌다.